# August Hettling
Johann Heinrich August Hettling (* 12. April 1785 in Blankenburg (Harz); † 28. Oktober 1857 in Wolfenbüttel) war ein deutscher Jurist und Archivar. Er war ab 1850 höchster Richter des Herzogtums Braunschweig und von 1834 bis 1857 nebenamtlich Leiter des Landeshauptarchivs Wolfenbüttel.

## Leben
August Hettling wurde 1785 in Blankenburg im Fürstentum Braunschweig-Wolfenbüttel als Sohn des Advokaten und Stadtsyndikus Heinrich August Hettling und seiner Ehefrau Sophie Elisabeth geb. Oppermann geboren. Hettlings Mutter war eine Tochter des Blankenburger Bürgermeisters Oppermann, bzw. Hettlings Vater starb am 15. Oktober 1812 in Blankenburg; ⚭ 4. März 1783 in Blankenburg (St. Bartholomäi) Sophia Elisabeth Oppermann (* 27. August 1760 in Blankenburg, † 3. Mai 1824 in Wolfenbüttel), jüngste Tochter von Ferdinand Anthon Oppermann, Fürstlich Braunschweig-Lüneburgischer Regierungssekretär bei der Regierung in Blankenburg.
Das Studium der Rechtswissenschaft begann er 1801 in Helmstedt und schloss es in Jena ab. Er ließ sich 1806 als Advokat in Wolfenbüttel nieder und wurde 1809 Assessor am Kriminalgericht des Departements der Oker in Wolfenbüttel. Hettling wirkte ab 1814 als Land- und Appellationsgerichts-Prokurator und von 1823 bis 1826 als Assessor cum voto im Konsistorium. Im Jahr 1826 wurde er zum Hofrat am Landgericht ernannt. Ab 1843 war er am Gemeinschaftlichen Oberappellationsgericht in Wolfenbüttel tätig. Er stand dem Obergericht ab 1850 als Präsident und damit höchster Richter des Herzogtums Braunschweig vor.
Hettling war von 1818 bis 1827 als Mitarbeiter am Landeshauptarchiv Wolfenbüttel tätig, dessen Leitung er von 1834 bis zu seinem Tod 1857 nebenamtlich innehatte. Er war Mitherausgeber des Walkenrieder Urkundenbuches (1852–1855).
August Hettling starb im Oktober 1857 im Alter von 72 Jahren in Wolfenbüttel. Er rief testamentarisch die Hettling’sche Stiftung zur „Unterstützung unverheiratheter und unbemittelter Töchter von Mitgliedern des Beamten- und des Advokaten-Standes“ ins Leben.

## Schriften (Auswahl)
- gemeinsam mit Wilhelm Ehlers (Hrsg.): Die Urkunden des Stiftes Walkenried. 2 Bände, Hannover, 1852–1855.